# 宁武路
宁武路是中華人民共和國上海市杨浦区一條西北-東南走向道路。道路東南起自杨树浦路，西北至长阳路。道路全长990米，宽12.5米至15.2米，车行道宽9.5米至10米。道路於清朝宣统三年至中華民国16年（1911年至1927年）分階段修建，道路一開始定名為勒克诺路（Lucknow Road）。中華民国4年（1915年）更名為寧武路，路名來自於山西宁武县。